# 关书范
关书范（1912年—1939年1月16日），吉林宁安人，曾任中国共青团吉东省委委员、东北抗日联军第五军第一师师长，后因與关东军接觸被东北抗日联军执行枪决。

## 生平
1929年，加入中国共青团。九一八事变后，任中国共青团吉东省委委员。1934年被捕，在狱中在日本宪兵的严刑拷打下守口如瓶。随后脱身，并加入东北抗日联军第五军，任第一师政治部主任。其后两年时间内，率军攻佔勃利、穆棱、依兰。1937年，关书范任抗联五军一师师长。1938年，关东军发动“大讨伐”，在突围过程中发生八女投江，但之后关书范产生悲观情绪，散布其“假投降”理论，并向第五军军长柴世荣提出“暂时假投降”。之后，东北抗日联军第二路军总指挥周保中立刻写信对“暂时假投降”予以严厉批评。关书范执意继续与关东军进行接洽。最后，周保中下令逮捕关书范，并经临时军事审判庭审判，关书范于1939年1月16日被就地执行枪决。